# Nedre Sävälven
Nedre Sävälven är ett naturreservat i Hällefors kommun i Örebro län.
Området är naturskyddat sedan 2016 och är 418 hektar stort. Reservatet omfattar en sträcka av Sävälven och består av myrmarker och barrnaturskog.